# Crocidophora calvatalis
Crocidophora calvatalis là một loài bướm đêm trong họ Crambidae.